# Tarenna hexamera
Tarenna hexamera là một loài thực vật có hoa trong họ Thiến thảo. Loài này được (Schltr. & K.Krause) Jérémie miêu tả khoa học đầu tiên năm 1987.